# Ormesson
Ormesson är en kommun i departementet Seine-et-Marne i regionen Île-de-France i norra Frankrike. Kommunen ligger i kantonen Nemours som tillhör arrondissementet Fontainebleau. År 2022 hade Ormesson 244 invånare.

## Befolkningsutveckling
Antalet invånare i kommunen Ormesson
| Referens: INSEE |